# STS-68
STS-68, voluit Space Transportation System-68, was een spaceshuttlemissie van de Endeavour. Deze missie was een vervolg op STS-59 waar onderzoek gedaan werd met de Space Radar Laboratory (SRL). Tijdens STS-68 werd onderzoek gedaan met de SRL-2.

## Bemanning
| Positie            | Lancering                        | Landing                          |                               |
| ------------------ | -------------------------------- | -------------------------------- | ----------------------------- |
| Bevelhebber        | Michael Baker 3e ruimtevlucht    | Michael Baker 3e ruimtevlucht    |                               |
| Piloot             | Terrence Wilcutt 1e ruimtevlucht | Terrence Wilcutt 1e ruimtevlucht |                               |
| Missiespecialist 1 | Steven Smith 1e ruimtevlucht     | Steven Smith 1e ruimtevlucht     |                               |
| Missiespecialist 2 | Daniel Bursch 2e ruimtevlucht    | Daniel Bursch 2e ruimtevlucht    | Daniel Bursch 2e ruimtevlucht |
| Missiespecialist 3 | Peter Wisoff 2e ruimtevlucht     | Peter Wisoff 2e ruimtevlucht     | Peter Wisoff 2e ruimtevlucht  |
| Missiespecialist 4 | Thomas Jones 2e ruimtevlucht     | Thomas Jones 2e ruimtevlucht     | Thomas Jones 2e ruimtevlucht  |

## Media

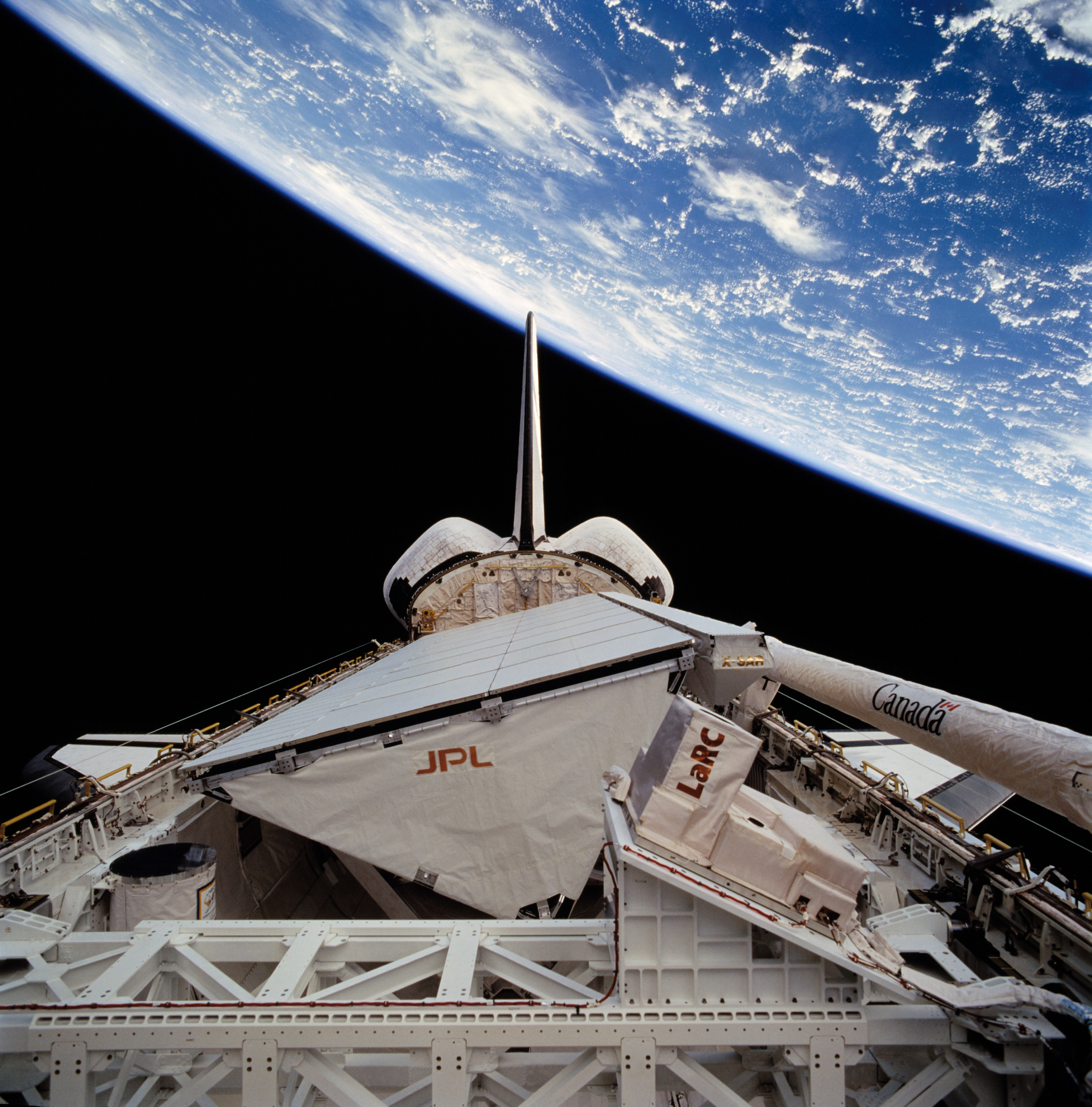
SRL-2 in de Endeavour

STS-49 · STS-47 · STS-54 · STS-57 · STS-61 · STS-59 · STS-68 · STS-67 · STS-69 · STS-72 · STS-77 · STS-89 · STS-88 · STS-99 · STS-97 · STS-100 · STS-108 · STS-111 · STS-113 · STS-118 · STS-123 · STS-126 · STS-127 · STS-130 · STS-134